# Vinko Perčić
Vinko Perčić (Hrvatski Majur, 20. veljače 1911. – Subotica, 24. studenoga 1989.) bio je poznati liječnik gastroenterolog i internist, kolekcionar, istraživač, znanstvenik i donator.
Rodom je bio bački Hrvat.

## Životopis
Vinko Perčić rođen je na salašu na Hrvatskom Majuru, 1911. godine. Studirao je u Grazu i Parizu, a usavršavao se u Londonu, Washingtonu i drugdje. Doktorirao je medicinske znanosti 1937. godine.
Subotičanima je poznat kao višegodišnji liječnik Gradske bolnice u Subotici, gdje je od 1947. do 1955. godine, te od 1959. godine i 1970-ih bio pročelnikom Internog odjeljenja. Kolege liječnici ga pamte kao jako blagonaklona prema kolegama koji su tek započeli svoju karijeru.
U međunarodnim liječničkim i medicinskim krugovima poznat je kao organizator međunarodnog stručnog skupa Internistički dani (održavali su se 1961. do 1974.v godine), koji je postao tradicionalan, čime je Suboticu učinio poznatu u međunarodnim medicinskim krugovima. Zahvaljujući njemu, u to je vrijeme Subotica bila prva u Jugoslaviji u području gastroenterologije, t.j. interne medicine. Valja napomenuti da je u ono vrijeme gastroenterologija bila zapuštena medicinska grana, a primarius dr. Vinko Perčić ju je sa svojim suradnicima izdigao na znanstvenu razinu. Umirovljen je početkom 1980-ih.
Pored toga što je bio poznat u medicinskim krugovima, umjetnički krugovi ga poznaju kao skupljača istančana okusa. 
Čest je bio gost uglednih likovnih umjetnika po izložbama i likovnim kolonijama, zatim raznih galerija i izložaba, u zemlji i u inozemstvu; viđen je bio gost u "Sothebya" i "Christiea".
Napravio je zbirku, u koju su ušla djela likovnih umjetnika s područja koja su poslije ušla u Jugoslaviju (nastala od kraja 19. stoljeća do danas) te mađarskih umjetnika, uglavnom od polovice 19. stoljeća do 1941. godine, a u zbirku su mu ušla i djela slikara iz drugih dijelova Europe (Dürer, Rembrant, Goya, Manet, Pissarro, Renoir, Degas, Cezanne, Gaugin, Toulouse Lautrec, Bonnard, Matisse, Leger, Picasso, Kokoschka, Chagall, Buffet), što je njegovoj zbirci dalo i međunarodni značaj.
U dodir sa slikarima, keramičarima i kiparima došao je preko svog kolege liječnika Ferenca Kinke i njihova pacijenta Imrea Deviča s kolonije keramike, s kojim je poslije posjećivao umjetničke kolonije u Bačkoj Topoli, Senti, Ečkoj, Počitelju, Grožđanu, na nekoliko kolonija u Mađarskoj i dr. Slike je kupovao, često je dobio na poklon nakon što je sjedio kao model za portret, pa je tako njegov lik ovjekovječen u slikama, grafikama, sitotiscima, akvarelima, tapiserijama, radovima lončara i kujundžija, mozaicima, kipovima, kolažima, vezovima, bakarnim radovima, gravurama i rezbarijama.
Kasnije je dio svoje zbirke darovao gradu Zagrebu, a od tih umjetnina je kasnije napravljena i izložba u Muzejsko-galerijskom centru u Zagrebu nazvana "Umjetnine iz donacije dr. Vinka Perčića, i monografija. Spomen zbirku čine 454 slike, crteži, tapiserije i skulpture koje su nastale u razdoblju od 16. do 20. stoljeća. Danas se nalazi u Klovićevim dvorima. U vlasništvu je grada Zagreba na izričitu Perčićevu želju "da njegova zbirka bude doprinos bunjevačkih Hrvata (kakvim se je i sam smatrao) ukupnom kulturnom blagu Zagreba kao nacionalne, duhovne, kulturne metropole bunjevačkih Hrvata i kao grada koji je uvijek ljubazno primio studente iz Bačke na svoje Sveučilište."
Iduće godine, drugu polovicu svoje zbirke i posjeda daruje Subotici, kao i kuću u Ulici Maksima Gorkog 22, u kojoj je trebala biti napravljena galerija. 
Valja navesti da je Perčić još prije namjeravao donirati sredstva da se napravi galerija Pavla Beljanskog, gdje bi se ljubitelji umjetnosti okupljali, ali je zbog krutosti i ograničenosti gradskih vlasti ta namjera propala. Pomaci su za Suboticu nastali tek kada je Perčić donirao mnoštvo svojih umjetnina Zagrebu, a vlasti se u Subotici promijenile.
Perčića su rado slikali drugi slikari a sam je volio slikati. 1971. godine je tušem nacrtao Bolnicu zajedno sa Sandorom Torokom, a s Gustavom Matkovićem naslikao je vidik Subotice s 8. kata Bolnice.
Sedam godina poslije, 1996. godine, otvorena je Zavičajna galerija dr. Vinko Perčić. Veliku zaslugu oko preuzimanja umjetnina iz Perčićeve ostavštine te zalaganja da se utemelji posebna ustanova gdje će se te umjetnine izložiti ima subotička etnologinja, kustosica Gradskog muzeja Milka Mikuška. Danas se galerija nalazi u Jakabovoj zgradi iz 1894. godine, u Ulici Maksima Gorkog 22.

## Spomen
- Danas dr. Vinko Perčić ima ulicu u Subotici, koja se zove po njemu.

## Zanimljivosti
- Portretirao ga je poznati subotički slikar Gustav Matković.

## Vanjske poveznice
- Galerija Vinko Perčić
- Zbirka Vinka Perčića